# نزع السلاح

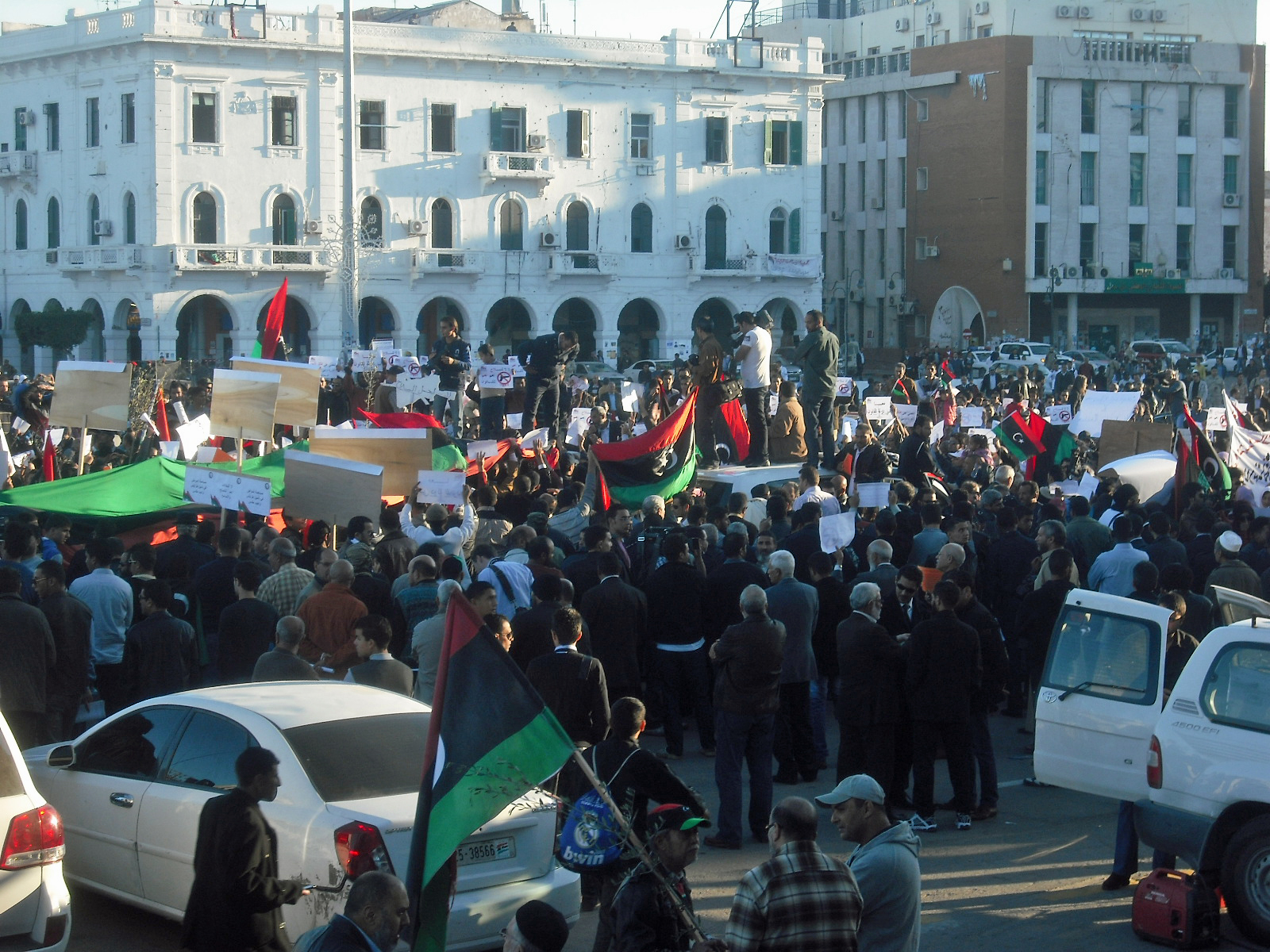
مظاهرة في بنغازي تطالب بنزع السلاح عن المجموعات المسلحة المختلفة، وقد انتشر على نطاق واسع بعد ثورة 17 فبراير.

نزع السلاح هو الإجراء المتمثل بالحد من الأسلحة أو منعها أو إزالتها. عمومًا، يشير نزع السلاح إلى القوات المسلحة لدولة ما أو نوع محدد من الأسلحة فيها. غالبًا ما يُقصد بنزع السلاح الإزالة التامة لأسلحة الدمار الشامل، كالأسلحة النووية. عرّفت الجمعية العامة للأمم المتحدة نزع السلاح العام والكامل بأنه القضاء على جميع أسلحة الدمار الشامل، مصحوبًا «بالتخفيض المتوازن للقوات المسلحة والأسلحة التقليدية، استنادًا إلى مبدأ عدم المساس بأمن الأطراف بهدف تعزيز الاستقرار أو تحسينه باستخدام الحد الأدنى من القوة العسكرية، مع مراعاة حاجة جميع الدول إلى الحفاظ على أمنها.»

## تاريخيًا
خلال مؤتمري لاهاي للسلام في عامي 1899 و1907، ناقشت الوفود الحكومية قضية نزع السلاح وإنشاء محكمة دولية ذات سلطات ملزمة. ارتأت الوفود ضرورة إنشاء المحكمة لأنه كان من الجلي عدم إمكانية نزع سلاح الدول القومية من فراغ. بعد الحرب العالمية الأولى، تزايد اشمئزاز الناس من عدم جدوى الحرب وتكلفتها الهائلة. ساد اعتقاد سابق بأن الحرب قامت بسبب تزايد تسلح القوى العظمى خلال منتصف القرن الماضي. على الرغم من نزع السلاح في ألمانيا بموجب معاهدة فرساي، أُدرج بند فيها يدعو جميع القوى العظمى إلى نزع سلاحها تدريجيًا على مدى فترة زمنية معينة. شرعت عصبة الأمم فور تشكيلها بجعل نزع السلاح هدفًا واضحًا في ميثاق عصبة الأمم، وألزمت الدول الموقعة عليه بتخفيض تسليحها «إلى الحد الأدنى الذي يتوافق مع السلامة الوطنية وإنفاذ هذه الالتزامات الدولية باتخاذ تدابير مشتركة.»
من أوائل الإنجازات الناجحة في مجال نزع السلاح ما تحقق بفضل معاهدة واشنطن البحرية. وقعت حكومات بريطانيا العظمى والولايات المتحدة واليابان وفرنسا وإيطاليا على هذه المعاهدة، وقلصت بموجبها عمليات إنشاء السفن الرئيسية وغيرها من السفن الأخرى محدودة التصنيف إلى أقل من 10,000 طن من النقل. جرى تحديد حجم القوات البحرية للدول الثلاثة (البحرية الملكية والبحرية الأمريكية والبحرية الإمبراطورية اليابانية) بنسبة 5-5-3.
في عام 1921، أنشأت عصبة الأمم اللجنة المؤقتة المشتركة المعنية بالتسلح لتقصي إمكانيات نزع السلاح. لم تتألف هذه اللجنة من ممثلين حكوميين فقط، بل من أشخاص ذائعي الصيت نادرًا ما اتفقوا فيما بينهم. اختلفت آراء اللجنة وتراوحت مقترحاتها بين إلغاء الحرب الكيميائية والقصف الاستراتيجي والحد من تزايد الأسلحة التقليدية، كالدبابات. في عام 1923، جرى العمل على تجميع مشروع معاهدة تنص على عدم قانونية الحرب العدوانية وإلزام الدول الأعضاء بالدفاع عن ضحايا العدوان بالقوة. استخدمت بريطانيا حق نقض الفيتو ضد هذه المعاهدة، نظرًا لأن عبء المسؤولية سيقع، من الناحية العملية، على عاتق القوى العظمى في العصبة، إذ خشيت أن يؤدي هذا التعهد إلى إجهاد التزامها بمراقبة إمبراطوريتها البريطانية.
في عام 1926، جرى تشكيل لجنة أخرى لاستكشاف إمكانيات تقليص حجم القوى العسكرية، وواجهت صعوبات مماثلة. مع ذلك، عملت اللجنة خارج نطاق العصبة. صاغ وزير الخارجية الفرنسي أريستيد بريان ووزير الخارجية الأمريكي فرانك بيلينجز كيلوغ معاهدة عرفت باسم ميثاق كيلوغ برييان، والتي نددت بالحرب العدوانية. ضمت هذه الاتفاقية 65 موقعًا، ولكنها لم تضع أي مبادئ توجيهية للعمل في حالة اندلاع حرب. في عام 1946، جرى العمل بهذه الاتفاقية لإدانة القادة النازيين المتهمين بارتكاب جرائم حرب وإعدامهم.
بُذلت محاولة أخيرة بهذا الصدد خلال مؤتمر نزع السلاح في جنيف خلال الفترة من 1932 إلى 1937، برئاسة وزير الخارجية البريطاني السابق آرثر هندرسون. طالبت ألمانيا بإعادة النظر في معاهدة فرساي ومنحها التكافؤ العسكري مع القوى الأخرى، بينما بقيت فرنسا مصممة على إبقاء ألمانيا منزوعة السلاح من أجل الحفاظ على أمنها. في غضون ذلك، لم يكن البريطانيون والأمريكيون على استعداد لتقديم أي التزامات أمنية لفرنسا مقابل الصلح مع ألمانيا. في عام 1933، سحب أدولف هتلر ألمانيا من المؤتمر، ما أدى إلى انهيار المفاوضات القائمة.

### نزع السلاح النووي
يشير مفهوم نزع السلاح النووي إلى إجراءات الحد من الأسلحة النووية أو إزالتها، والحالة النهائية لعالم خال من الأسلحة النووية، حيث يجري التخلص تمامًا من الأسلحة النووية.
في 17 فبراير 1958، عقدت حملة نزع السلاح النووي اجتماعًا عامًا افتتاحيًا في ميثوديست سنترال هول، وستمنستر، في المملكة المتحدة، والذي حضره خمسة آلاف شخص. تظاهر مئات الأشخاص في داوننغ ستريت بعد انتهاء الاجتماع.
تمثلت السياسات التي أعلنت حملة نزع السلاح النووي عنها بتخلي بريطانيا غير المشروط عن استخدام الأسلحة النووية أو إنتاجها أو الاعتماد عليها الأسلحة النووية بالإضافة إلى التوصل إلى اتفاقية عامة لنزع السلاح. نظمت حملة نزع السلاح النووي أول مسيرة ألدرماستون في عيد الفصح عام 1958، عندما تظاهر الآلاف من الأشخاص لمدة أربعة أيام في مسيرة امتدت من ميدان ترافالغار، لندن، إلى مؤسسة أبحاث الأسلحة الذرية بالقرب من ألدرماستون في بيركشاير، إنجلترا، للتعبير عن معارضتهم للأسلحة النووية. استمرت مسيرات ألدرماستون حتى أواخر ستينيات القرن العشرين، حيث شارك عشرات الآلاف في المسيرات التي استمرت أربعة أيام.
في عام 1961، ألقى الرئيس الأمريكي جون كينيدي خطابًا أمام الجمعية العامة للأمم المتحدة أعلن فيه عن نية الولايات المتحدة «بتحدي الاتحاد السوفيتي إلى سباق سلام، لا سباق تسلح –للمضي قدمًا خطوة بخطوة، ومرحلة بمرحلة، نحو تحقيق نزع السلاح العام والكامل». دعا كذلك إلى نزع السلاح العام والكامل على الصعيد العالمي، وطرح مخططًا أوليًا لكيفية تحقيق ذلك.
تتألف أبرز المجموعات التي تسعى إلى نزع السلاح النووي من حملة نزع السلاح النووي ومنظمة السلام الأخضر ورابطة الأطباء الدوليين لمنع الحرب النووية. أُقيم العديد من المظاهرات والاحتجاجات الكبيرة المناهضة للأسلحة النووية. في 12 يونيو 1982، تظاهر مليون شخص في سنترال بارك بمدينة نيويورك ضد الأسلحة النووية وإنهاء سباق التسلح في الحرب الباردة، والذي اعتُبر أكبر احتجاج مناهض للأسلحة النووية وأكبر مظاهرة سياسية في التاريخ الأمريكي.